# Chirosia griseifrons
Chirosia griseifrons este o specie de muște din genul Chirosia, familia Anthomyiidae. A fost descrisă pentru prima dată de Seguy în anul 1923. Conform Catalogue of Life specia Chirosia griseifrons nu are subspecii cunoscute.